# Theuville-aux-Maillots
 Theuville-aux-Maillots  es una población y comuna francesa, en la región de Alta Normandía, departamento de Sena Marítimo, en el distrito de Le Havre y cantón de Valmont.

## Demografía
| 812 | 849 | 891 | 919 | 995 | 1027 | 1016 | 964 | 972 | 908 | 907 | 885 | 885 | 834 | 766 | 774 | 756 | 677 | 686 | 641 | 613 | 517 | 509 | 504 | 505 | 574 | 529 | 518 | 470 | 423 | 411 | 416 | 378 | 421 | 432 | 492 | 502 |
| Para los censos de 1962 a 1999 la población legal corresponde a la población sin duplicidades (Fuente: INSEE [Consultar]) |     |     |     |     |      |      |     |     |     |     |     |     |     |     |     |     |     |     |     |     |     |     |     |     |     |     |     |     |     |     |     |     |     |     |     |     |